# Гаруа
Гаруа — місто на півночі Камеруну, адміністративний центр Північної провінції. Населення — 836,9 тис. осіб (станом на 2018 рік), 63,9 тис. осіб (станом на 1976 рік). Порт на річці Бенуе (вивіз бавовни з Камеруну, а також бавовни-волокна, насіння бавовни із Чаду). Найближчий аеропорт у Пітоа. Бавовноочисні фабрики, текстильний комбінат, маслобійні заводи. 1970 року створено школу єгерів і доглядачів заповідників.

## Клімат
Місто знаходиться у зоні, котра характеризується кліматом тропічних саван. Найтепліший місяць — квітень із середньою температурою 32.8 °C (91 °F). Найхолодніший місяць — серпень, із середньою температурою 25.6 °С (78 °F).
| Клімат Гаруа            | Клімат Гаруа | Клімат Гаруа | Клімат Гаруа | Клімат Гаруа | Клімат Гаруа | Клімат Гаруа | Клімат Гаруа | Клімат Гаруа | Клімат Гаруа | Клімат Гаруа | Клімат Гаруа | Клімат Гаруа | Клімат Гаруа |
| Показник                | Січ.         | Лют.         | Бер.         | Квіт.        | Трав.        | Черв.        | Лип.         | Серп.        | Вер.         | Жовт.        | Лист.        | Груд.        | Рік          |
| Абсолютний максимум, °C | 39           | 43           | 44           | 45           | 43           | 41           | 40           | 38           | 37           | 41           | 42           | 39           | 45           |
| Середній максимум, °C   | 33           | 35           | 38           | 40           | 38           | 35           | 32           | 30           | 32           | 35           | 36           | 33           | 35           |
| Середня температура, °C | 26           | 28           | 30           | 32           | 31           | 28           | 26           | 25           | 26           | 28           | 28           | 26           | 28           |
| Середній мінімум, °C    | 19           | 21           | 23           | 25           | 24           | 22           | 21           | 21           | 21           | 21           | 21           | 19           | 22           |
| Абсолютний мінімум, °C  | 11           | 12           | 15           | 16           | 17           | 17           | 18           | 18           | 18           | 16           | 15           | 12           | 11           |
| Норма опадів, мм        | 0            | 0            | 0            | 30           | 130          | 150          | 150          | 190          | 210          | 70           | 0            | 0            | 990          |
| Днів з дощем            | 0            | 0            | 0            | 3            | 8            | 9            | 9            | 11           | 12           | 5            | 0            | 0            | 61           |
| Вологість повітря, %    | 33           | 30           | 33           | 43           | 64           | 74           | 78           | 81           | 81           | 72           | 50           | 38           | 56           |
| ----------------------- | ------------ | ------------ | ------------ | ------------ | ------------ | ------------ | ------------ | ------------ | ------------ | ------------ | ------------ | ------------ | ------------ |
| Джерело: Weatherbase    |              |              |              |              |              |              |              |              |              |              |              |              |              |